# Digitalna fotografija
Digitalna fotografija, za razliku od klasične, ne koristi film već sliku "vidi" preko elektroničkog senzora kao skup binarnih podataka. To omogućava spremanje i uređivanje slika na osobnom računalu. Danas su digitalni fotoaparati prodavaniji od klasičnih. Osim snimanja fotografija, oni često omogućuju i snimanje videa i zvuka.

## Mane i prednosti digitalne fotografije
Za normalnog korisnika koji posjeduje računalo, prednosti digitalnih fotoaparata obično prevagnu nad manama. No, profesionalni korisnici imaju podijeljena mišljenja.

### Prednosti
Digitalni fotoaparati omogućuju pregled snimaka na licu mjesta (bez razvijanja), što znači da fotograf može lako uočiti greške kod snimanja i ispraviti ih dok još nije prekasno. Pošto se slike mogu i brisati, može se snimati mnogo uzastopnih slika s malim razlikama, izbrisati loše i sačuvati samo uspješne. Kod klasičnih fotoaparata to bi bilo preskupo. Možete i odabrati samo neke fotografije koje ćete ispisati na papir (ako ih uopće želite ispisivati). Ako imate računalo s pisačem, nije potrebno fotografije nositi u foto-studio - one se mogu ispisati i kod kuće. Također, fotografije se na računalu mogu i obraditi te poboljšati (npr. pooštriti, kontrolirati kontrast, svjetloću, intenzitet boje...).
Na jednu memorijsku karticu moguće je spremiti stotine fotografija (ovisno o kapacitetu kartice i kvaliteti slike), dok se na jedan film može spremiti oko 36 fotografija najviše.
Vrlo korisna činjenica kod digitalnih fotoaparata je ta da oni bilježe dodatne podatke o fotografiji uz samu sliku (npr. upotreba bljeskalice, ekspozicija, blenda, ISO osjetljivost, vrijeme fotografiranja, datum, model fotoaparata...). To je korisno kod organizacije fotografija na računalu ili kod naknadne analize snimaka. Neki klasični aparati također omogućuju bilježenje datuma ili vremena fotografiranja, no taj podatak se ispisuje na samu sliku.
Fotografija se može kopirati bezbroj puta bez narušavanja kvalitete.

### Mane
Klasični aparati su jeftiniji od digitalnih.
Digitalni aparati jako troše bateriju, pa je potrebno ili često puniti bateriju ili često kupovati nove baterije.
Filmovi velikih ISO osjetljivosti daju manje zrnatu sliku nego digitalni senzori iste osjetljivosti. Također, postoje tipovi filmova za koje nema ekvivalent kod digitalnih fotoaparata (npr. film za infra crvenu svjetlost). Zatim, filmovi imaju mnogo veću razlučivost od digitalnih fotoaparata. Procijenjene ekvivalentne vrijednosti su:
- 35mm film ~ 19 megapiksela
- 120 film ~ 69 megapiksela
- veliki format ~ 1135 megapiksela

Za usporedbu, moderni kompaktni digitalni fotoaparati imaju 7-14 megapiksela, profesionalni digitalni SLR aparati 10-24 megapiksela, a ekstremni i vrlo skupi digitalni aparati imaju do 297 megapiksela. (uzmite u obzir da je nemoguće precizno usporediti film i digitalnu sliku)
Slike na filmu su pouzdane za dokumentaciju. Može ih se lako spremiti u ormar dok su digitalne slike izgubljene u slučaju kvara hard diska. Također, na filmu se lako i pouzdano mogu uočiti sve naknadne promjene dok ne postoji software koji može otkriti što je (ako je išta) promijenjeno na digitalnoj slici.

## Poveznice
- Digitalni fotoaparat
- Digitalna video kamera